# Пентасульфид тринептуния
Пентасульфид тринептуния — бинарное неорганическое соединение,
соль нептуния и сероводородной кислоты
с формулой Np3S5,
кристаллы.

## Получение
- Разложение при нагревании в вакууме трисульфида нептуния:

{\displaystyle {\mathsf {3NpS_{3}\ {\xrightarrow {500^{o}C}}\ Np_{3}S_{5}+4S\uparrow }}}

## Физические свойства
Пентасульфид тринептуния образует кристаллы
ромбической сингонии,
пространственная группа P nma,
параметры ячейки a = 0,742 нм, b = 0,807 нм, c = 1,171 нм, Z = 4.

## Химические свойства
- Разлагается при нагревании в вакууме до сульфида нептуния(III):

{\displaystyle {\mathsf {2Np_{3}S_{5}\ {\xrightarrow {900^{o}C}}\ 3Np_{2}S_{3}+S\uparrow }}}